# Redlichiidae
Redlichiidés
Ne doit pas être confondu avec une autre famille de Redlichiida, les Redlichinidae.
Famille
Sous-familles de rang inférieur
- † Redlichiinae
- † Metaredlichiinae
- † Neoredlichiinae
- † Pararedlichiinae
- † Wutingaspinae

Les Redlichiidae (redlichiidés en français) sont une famille fossile de trilobites de grandes à très grandes tailles de l'ordre des Redlichiida.

## Classification
la famille des Redlichiidae est décrite en 1927 par le paléontologue Christian Poulsen (paléontologue) (d).

### Collections
Selon Paleobiology Database en 2024, le nombre de collections de fossiles référencées est de 194.
Ces trilobites montrent une grande diversité, ils ont vécu au Cambrien durant l'Étage 4 et l'Étage 3. Leurs fossiles ont été mis au jour en Australie, Chine, Inde, Kazakhstan, Espagne, Maroc, Russie, aux îles Falkland et en Antarctique.

## Liste des sous-familles
La famille est subdivisée en 5 sous-familles :

### Redlichiinae
- † Redlichia (genre type)
- † Conoredlichia
- † Latiredlichia
- † Pteroredlichia
- † Syndianella

### Metaredlichiinae
- † Metaredlichia (genre type)
- † Bornemannaspis
- † Breviredlichia
- † Iglesiella
- † Jingyangia
- † Maopingaspis
- † Nebidella
- † Parazhenbaspis
- † Pseudoredlichia
- † Sardoredlichia
- † Ushbaspis
- † Xela
- † Zhenbaspis

### Neoredlichiinae
- † Neoredlichia (genre type)
- † Leptoredlichia
- † Olgaspis
- † Xenoredlichia

### Pararedlichiinae
- † Eoredlichia (genre type)
- † Irgitkhemia
- † Lemdadella
- † Ningqiangaspis
- † Pachyredlichia
- † Redlichops

### Wutingaspinae
- † Wutingaspis (genre type)
- † Chaoaspis
- † Chengjiangaspis
- † Kepingaspis
- † Kuanyangia
- † Sapushania
- † Sardaspis
- † Wenganaspis
- † Yorkella